# Violetta Sajkiewicz
Violetta Sajkiewicz (ur. 1968, zm. 10 lutego 2014) – polska krytyk sztuki i teatrolog. Założycielka i wieloletnia redaktor naczelna internetowego dwutygodnika kulturalnego „artPAPIER”.

## Życiorys
Uzyskała tytuł doktor nauk humanistycznych w zakresie literaturoznawstwa na Uniwersytecie Jagiellońskim. Adiunkt w Instytucie Nauk o Kulturze Uniwersytetu Śląskiego oraz Zakładzie Teorii i Historii Sztuki Akademii Sztuk Pięknych w Katowicach. Autorka książki „Przestrzeń animowana. Plastyka teatralna Jana Berdyszaka” (2000) oraz ponad stu trzydziestu artykułów o sztuce publikowanych m.in. w „Akcencie”, „Arteonie”, „Czasie Kultury”, „Dekadzie Literackiej”, „Dialogu”, „Exicie”, „FA-arcie”, „Formacie”, „Gazecie Malarzy i Poetów”, „Magazynie Sztuki”, „Obiegu”, „Opcjach”, „Pamiętniku Teatralnym”, „Pograniczach”, „Kulturze Popularnej” oraz książkach zbiorowych. 
Była członkinią Międzynarodowego Stowarzyszenia Krytyków Sztuki AICA i FIRT (The International Federation for Theatre Research).
Założycielka i redaktor naczelny dwutygodnika kulturalnego „artPAPIER”. W latach 1998–2002 współpracowała z dwumiesięcznikiem „Opcje”, gdzie m.in. była odpowiedzialna za działy plastyka i teatr, oraz pełniła funkcję zastępcy redaktora naczelnego. Inicjatorka i pierwszy redaktor internetowego miesięcznika „Opcje on-line”. Pełniła funkcję prezes Katowickiego Stowarzyszenia Artystycznego i była przewodniczącą Rady Programowej Galerii Rondo Sztuki.
Zmarła 10 lutego 2014.